# Tennessee Woman (альбом Чарлі Масселвайта)
Tennessee Woman — студійний альбом американського блюзового музиканта Чарлі Масселвайта, випущений у 1969 році лейблом Vanguard.

## Опис
Це шостий і останній альбом Чарлі Масселвайта на Vanguard. Участь джазового піаніста Скіпа Роуза розширило межі звучання гурту, забезбечивши гарний акомпанемент для соло Масселвайта — особливо на новій версії «Cristo Redentor», розширеній до 11 хвилин. Інструментальна композиція Роуза «A Nice Day for Something» і «Blue Feeling Today» Масселвайта (на якій з'явився Род П'яцца) гармонічно поєднуються з кавер-версіями пісень Літтла Волтера і Фентона Робінсона.

## Список композицій
1. «Tennessee Woman» (Фентон Робінсон) — 3:43
2. «Blue Feeling Today» (Чарлі Масселвайт) — 5:00
3. «A Nice Day for Something» (В.Е. «Скіп» Роуз) — 6:35
4. «Everybody Needs Somebody» (Волтер Джейкобс) — 3:20
5. «I Don't Play, I'll Be Your Man Some Day» (Віллі Діксон) — 3:15
6. «Christo Redemptor» (Дюк Пірсон) — 11:45
7. «Little by Little» (Мел Лондон, Джуніор Веллс) — 2:45
8. «I'm a Stranger» (Чарлі Масселвайт) — 5:15

## Учасники запису
- Чарлі Масселвайт — вокал, губна гармоніка
- Род П'яцца — губна гармоніка [хроматична гармоніка] (2)
- Ларрі Велкер — гітара
- Тім Каїхацу — гітара, вокал
- Фред Рулетт — сталева гітара
- Скіп Роуз — фортепіано
- Карл Северід — бас-гітара
- Ленс Дікерсон — ударні

Технічний персонал
- Піт Велдінг — продюсер
- Фред Гольц — дизайн обкладинки
- Джоел Бродські — фотографія